# Max Ehrmann
Max Ehrmann (Terre Haute, 26 settembre 1872 – Terre Haute, 9 settembre 1945) è stato uno scrittore e avvocato statunitense, noto per la sua opera Desiderata.

## Biografia
Nel 1840 i suoi genitori emigrarono in Indiana, Stati Uniti, dove egli nacque. Nel 1896 Ehrmann si laureò in legge e filosofia all'università di Harvard. Nel 1898 fece ritorno nella sua città natale per praticare la sua professione. A 40 anni smise di praticare la professione forense per scrivere poesie.
Scrisse la famosa opera Desiderata all'età di 54 anni, ma essa divenne famosa solo dopo la sua morte.

## Opere
- A Farrago[4]
- A Fearsome Riddle (prima del 1938)
- A Prayer and Selections (prima del 1938)
- Breaking home Ties (prima del 1938)
- The Poems of Max Ehrmann (prima del 1938)
- A Passion Play (prima del 1938)
- The Wife of Marobuis (prima del 1938)
- David and Bathsheba (prima del 1938)
- Scarlet Women (prima del 1938)
- Book of Farces (prima del 1938)
- The Bank Robbery (prima del 1938)
- The Plumber (prima del 1938)